# 安德魯·拉明
安德魯·拉明（Andrew Laming，1966年9月30日—）是一位澳洲政治人物，他的黨籍是昆士蘭自由國家黨。自2004年開始，他是鮑曼選區選出的澳大利亞眾議院的議員。在從政之前他曾是一位眼科醫生。